# Styringomyia digistostylus
Styringomyia digistostylus är en tvåvingeart som beskrevs av Hynes 1987. Styringomyia digistostylus ingår i släktet Styringomyia och familjen småharkrankar. Inga underarter finns listade i Catalogue of Life.